# الصاع بالصاع (مسرحية)
الصاع بالصاع (بالإنجليزية: Measure for Measure)‏ هي مسرحية من تأليف ويليام شكسبير يسود الاعتقاد انه قد تم تأليفها بين الأعوام 1603 و1604. تصنف بالعادة بين مسرحياته الكوميدية لكنها تصنف اليوم أيضا بأنها من «مسرحيات أفكار» شكسبير. أول عرض معروف للمسرحية كان عام 1604. تعالج المسرحية عدة قضايا مثل الرحمة، العدلـ الحقيقة وعلاقتها بالكرامة والإهانة.